# Нампа
На́мпа (англ. Nampa) — город в округе Каньон штата Айдахо (США). Нампа является крупнейшим городом в округе и вторым по величине в штате после столицы Бойсе.

## История
Поселение было основано в 1880-х годах на железной дороге между городами Грейнджер в Вайоминге и Хантингтон в Орегоне. Религиозные первопоселенцы назвали дали ему название «Нью-Джерусалем» (англ. New Jerusalem, «Новый Иерусалим»). За год количество домов в поселении выросло в 15 до 50. Впоследствии поселение было переименовано в «Нампа». По мнению некоторых местных историков, это слово происходит от индейского «намб» — «следы» или «мокасины». В холодную погоду местные индейцы набивали свои мокасины полынью, отчего их следы были больше, чем обычно. В 1890 поселение получило статус города. В 1890-х годах в Нампе была построена первая начальная школа. В 1909 году в городе случился большой пожар, в котором сгорело несколько центральных кварталов. В 1908 году в Нампе была построена библиотека Карнеги. В 1906—1911 Бюро мелиорации вело строительство водохранилища Дир-Флэт. В 1909 году президент Рузвельт учредил вокруг него заповедник Дир-Флэт. С 1937 года в городе проводится родео реки Снейк.

## Описание
Нампа расположена на возвышенности примерно в 750 метров. Площадь города составляет 76,4 км². На 2010 год население Нампы составляло 81 557 человек. Плотность населения составляет 1068 чел./км². Средний возраст жителей — 30 лет и 1 месяц. Половой состав населения: 49,2 % — мужчины, 50,8 % — женщины. Расовый состав населения по данным на 2010 год:
- белые — 82,9 %;
- чернокожие — 0,7 %;
- индейцы — 1,2 %;
- азиаты — 0,9 %;
- океанийцы — 0,4 %;
- две и более расы — 3,2 %.

|                                                             | \| Климатограмма Нампы \| Климатограмма Нампы \| Климатограмма Нампы \| Климатограмма Нампы \| Климатограмма Нампы \| Климатограмма Нампы \| Климатограмма Нампы \| Климатограмма Нампы \| Климатограмма Нампы \| Климатограмма Нампы \| Климатограмма Нампы \| Климатограмма Нампы \| \| ----------------------------------------------------------- \| ------------------- \| ------------------- \| ------------------- \| ------------------- \| ------------------- \| ------------------- \| ------------------- \| ------------------- \| ------------------- \| ------------------- \| ------------------- \| \| Я \| Ф \| М \| А \| М \| И \| И \| А \| С \| О \| Н \| Д \| \| 30.7 4 −5 \| 25.4 8 −3 \| 32.0 14 0 \| 27.4 18 3 \| 32.8 23 7 \| 17.3 28 11 \| 6.6 33 14 \| 5.8 33 13 \| 12.2 27 8 \| 19.0 19 3 \| 32.3 10 −2 \| 37.3 4 −6 \| \| Температура в °C • Сумма осадков в мм Источник: weather.com \| \| \| \| \| \| \| \| \| \| \| \| |           |           |           |            |           |           |           |           |            |           |
| Климатограмма Нампы                                         | |           |           |           |            |           |           |           |           |            |           |
| Я                                                           | Ф | М         | А         | М         | И          | И         | А         | С         | О         | Н          | Д         |
| 30.7 4 −5                                                   | 25.4 8 −3 | 32.0 14 0 | 27.4 18 3 | 32.8 23 7 | 17.3 28 11 | 6.6 33 14 | 5.8 33 13 | 12.2 27 8 | 19.0 19 3 | 32.3 10 −2 | 37.3 4 −6 |
| Температура в °C • Сумма осадков в мм Источник: weather.com | |           |           |           |            |           |           |           |           |            |           |

### Данные по динамике численности населения
- Moffatt, Riley. Population History of Western U.S. Cities & Towns, 1850—1990. Lanham: Scarecrow, 1996, 96.
- Subcounty population estimates: Idaho 2000-2007 (CSV). United States Census Bureau, Population Division (18 марта 2009). Дата обращения: 28 апреля 2009. Архивировано из оригинала 26 сентября 2008 года.